# (5419) Benua
(5419) Benua (1981 SW7) – planetoida z grupy pasa głównego asteroid okrążająca Słońce w ciągu 5,47 lat w średniej odległości 3,1 j.a. Została odkryta 29 września 1981 roku przez Ludmiłę Żurawlową.